# Anti-TNF
En farmacología se conoce como anti-TNF a una sustancia que actúa como inhibidora del Factor de necrosis tumoral (TNF).
Algunos tratamientos novedosos en reumatología se basan en el principio de que las citoquinas, como el TNF, necesitan un receptor en la membrana citoplasmática al que ligarse para poder iniciar su acción proinflamatoria, por lo que al bloquear estos receptores específicos del TNF, podría cambiarse el curso de la patología.

## Principios activos
- Infliximab
- Adalimumab
- Certolizumab
- Golimumab
- Etanercept

- Datos: Q1536078
- Multimedia: TNF-alpha inhibitors / Q1536078